# Manuel Royes Bohigas
Manuel Royes Bohigas  je bivši španjolski hokejaš na travi. 
Na hokejaškom turniru na Olimpijskim igrama 1948. u Londonu je igrao za Španjolsku. Španjolska je završila zadnja u skupini "A" s jednom neriješenom i dva poraza te je na kraju dijelila 5. – 13. mjesto.

## Vanjske poveznice
- Profil na Sports-Reference.com  Arhivirana inačica izvorne stranice od 5. srpnja 2009. (Wayback Machine)